# معهد رأس البر العالي للدراسات النوعية والحاسب الآلي
معهد راس البر العالي للدراسات النوعية والحاسب الآلي معهد جامعي مصري. أنشئ المعهد وفقاً لقرار وزير التعليم العالي والبحث العلمي رقم (836 لسنة 2001م بتاريخ 9/6/2001م، وبدأت الدراسة في المعهد بالفرقة الأولى للعام الجامعي 2001/2002م.

## وصلات خارجية
- الموقع الرسمي للمعهد